# 대한민국 상법 제381조
대한민국 상법 제381조는 부당결의의 취소, 변경의 소에 대한 상법 회사법의 조문이다.

## 조문
제381조 (부당결의의 취소, 변경의 소) ①주주가 제368조제4항의 규정에 의하여 의결권을 행사할 수 없었던 경우에 결의가 현저하게 부당하고 그 주주가 의결권을 행사하였더라면 이를 저지할 수 있었을 때에는 그 주주는 그 결의의 날로부터 2월내에 결의의 취소의 소 또는 변경의 소를 제기할 수 있다.
②제186조 내지 제188조, 제190조 본문, 제191조, 제377조와 제378조의 규정은 제1항의 소에 준용한다. [개정 98·12·28]

第381條 (不當決議의 取消, 變更의 訴) ① 株主가 第368條第4項의 規定에 依하여 議決權을 行使할 수 없었던 境遇에 決議가 顯著하게 不當하고 그 株主가 議決權을 行使하였더라면 이를 沮止할 수 있었을 때에는 그 株主는 그 決議의 날로부터 2月內에 決議의 取消의 訴 또는 變更의 訴를 提起할 수 있다.
②第186條 내지 第188條, 第190條 本文, 第191條, 第377條와 第378條의 規定은 第1項의 訴에 準用한다. <改正 1998.12.28.>